# نومگسترول
نومگسترول (به انگلیسی: Nomegestrol) با فرمول شیمیایی C۲۱H۲۸O۳ یک ترکیب شیمیایی با شناسه پاب‌کم ۶۸۷۸۳ است. که جرم مولی آن ۳۲۸٫۴۴۵۲۲ g/mol می‌باشد. 